# فيصل عبد الرزاق
فيصل عبد الرزاق مواليد 28 ديسمبر 2004 في السعودية، هو لاعب كرة قدم سعودي يلعب حالياً لنادي الذهب.

## مسيرة اللاعب
لعب في نادي الرائد ولعب بعدها مع 